# Penélope Cruz

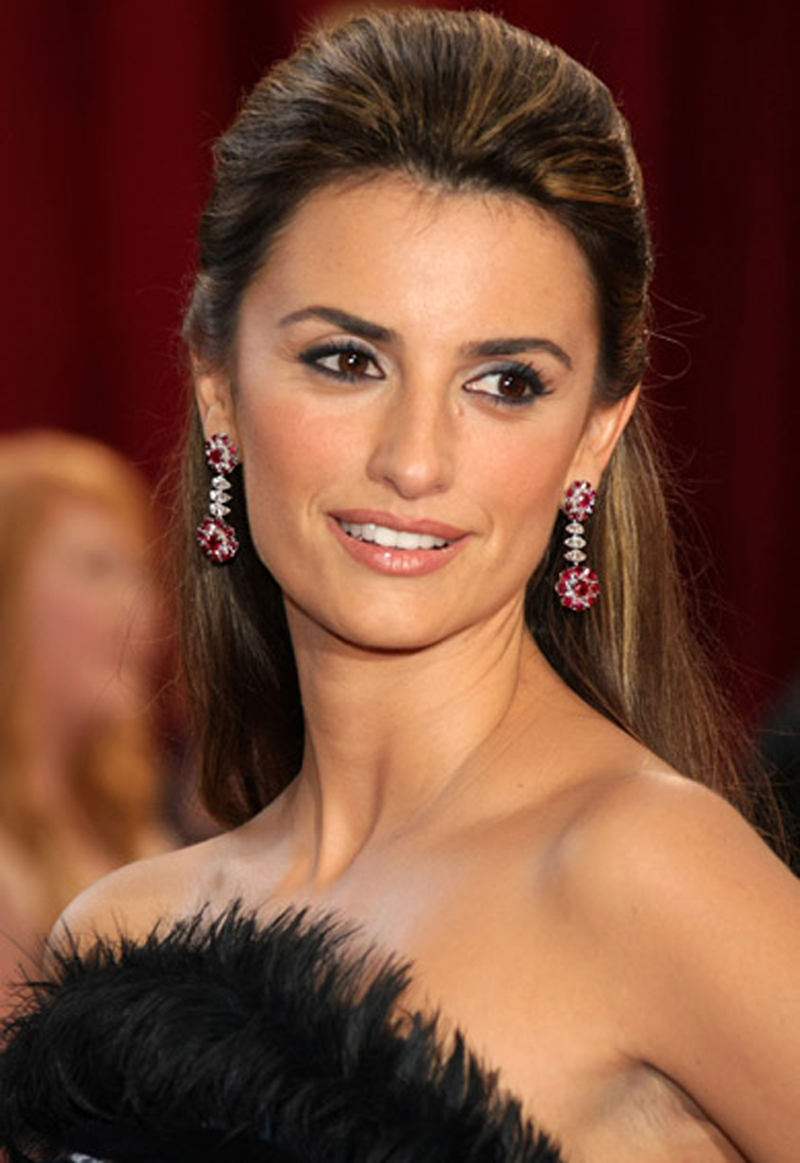
Penélope Cruz în 2008

Penélope Cruz Sánchez (n. 28 aprilie 1974, Alcobendas, Spania) este o actriță și manechină spaniolă. 

## Biografie
Penélope Cruz a fost o dansatoare în copilărie și adolescență și chiar a abandonat școala pentru a dansa la Conservatorul Național din Madrid (balet clasic) și pentru a juca teatru la Cristina Rota's School în New York (4 ani).
Imaginea și stilul său a fost comparat de multe ori cu cel al lui Sophia Loren.
Primele filme importante ale lui Penelope au fost "Volver" Iubire neîmplinită și mai cunoscutul Belle epoque, un film care a câștigat Premiul Academiei pentru Film Străin.
A apărut de asemenea cu Matt Damon în Pasiune neîmblânzită (All The Pretty Horses).
La începutul lui 2002 a început o relație cu Tom Cruise, după separarea acestuia de Nicole Kidman. Relația a început pe platourile de filmare de la Vanilla Sky, în care au apărut împreună. Acum este împreună cu Javier Bardem cu care are un fiu Leo.

## Filmografie
| An   | Titlu                                                     | Rol                    | Note |
| ---- | --------------------------------------------------------- | ---------------------- | --- |
| 1991 | Elle et lui                                               | Javotte                | Serial TV erotic |
| 1992 | Jamón, jamón                                              | Silvia                 | Nominalizare—Goya Award for Best Actress |
| 1992 | Belle Époque                                              | Luz                    | |
| 1992 | Framed                                                    | Lola Del Moreno        | Serial TV |
| 1993 | For Love, Only for Love                                   | Mary                   | Per amore, solo per amore |
| 1993 | The Greek Labyrinth                                       | Elise                  | El Laberinto griego |
| 1993 | The Rebel                                                 | Enza                   | La Ribelle |
| 1994 | Alegre ma non troppo                                      | Salome                 | |
| 1994 | Todo es mentira                                           | Lucia                  | |
| 1995 | Entre rojas                                               | Lucia                  | |
| 1995 | El Efecto mariposa                                        | Party guest            | |
| 1996 | La Celestina                                              | Melibea                | |
| 1996 | Brujas                                                    | Patricia               | |
| 1996 | Más que amor, frenesí                                     |                        | |
| 1997 | Love Can Seriously Damage Your Health                     | Diana                  | El amor perjudica seriamente la salud |
| 1997 | Open Your Eyes                                            | Sofia                  | Abre los ojos |
| 1997 | Live Flesh                                                | Isabel Plaza Caballero | Carne trémula |
| 1997 | Et horne af paradis                                       | Helena                 | |
| 1998 | The Girl of Your Dreams                                   | Macarena               | La niña de tus ojos Goya Award for Best Actress Nominalizare—European Film Award for Best Actress |
| 1998 | Talk of Angels                                            | Pilar                  | |
| 1998 | The Hi-Lo Country                                         | Josepha                | |
| 1998 | Don Juan                                                  | Mathurine              | |
| 1999 | All About My Mother                                       | Maria Rosa Sanz        | Todo sobre mi madre |
| 1999 | Twice Upon A Yesterday                                    | Louise                 | |
| 2000 | All the Pretty Horses                                     | Alejandra Villarreal   | Blockbuster Entertainment Award for Favorite Actress - Drama/Romance |
| 2000 | Woman on Top                                              | Isabella Oliveira      | |
| 2001 | Blow                                                      | Mirtha Jung            | Nominalizare—MTV Movie Award for Breakthrough Female Performance Nominalizare—Razzie Award for Worst Actress |
| 2001 | Don't Tempt Me                                            | Carmen Ramos           | Bendito infierno (Spanish) |
| 2001 | Captain Corelli's Mandolin                                | Pelagia                | Nominalizare—Razzie Award for Worst Actress |
| 2001 | Vanilla Sky                                               | Sofia Serrano          | Nominalizare—Razzie Award for Worst Actress |
| 2002 | Waking Up in Reno                                         | Brenda                 | |
| 2003 | Fanfan la Tulipe                                          | Adeline la Franchise   | |
| 2003 | Gothika                                                   | Chloe Sava             | |
| 2004 | Head in the Clouds                                        | Mia                    | |
| 2004 | Noel                                                      | Nina Vasquez           | |
| 2004 | Don't Move                                                | Italia                 | Non ti muovere David di Donatello for Best Actress Gransito Movie Award for Best Actress in a Leading Role Nominalizare—Goya Award for Best Actress Nominalizare—European Film Award for Best Actress |
| 2005 | Sahara                                                    | Eva Rojas              | |
| 2005 | Chromophobia                                              | Gloria                 | |
| 2006 | Bandidas                                                  | Maria Alvarez          | |
| 2006 | Volver                                                    | Raimunda               | ACE Award for Best Actress—Cinema Cannes Film Festival Award for Best Actress (shared with Carmen Maura, Lola Dueñas, Blanca Portillo, Yohana Cobo, Chus Lampreave) Dublin Film Critics Circle Award for Best Actress Empire Award for Best Actress European Film Award for Best Actress Goya Award for Best Actress Gransito Movie Award for Cult sequence Hollywood Film Festival Award for Actress of the Year Nominalizare—Academy Award for Best Actress Nominalizare—Alliance of Women Film Journalists Award for Best Actress in a Dramatic Performance Nominalizare—Alliance of Women Film Journalists Award for Best Actress in a Comedic Performance Nominalizare—Alliance of Women Film Journalists Award for Best Ensemble Cast Nominalizare—BAFTA Award for Best Actress in a Leading Role Nominalizare—Broadcast Film Critics Association Award for Best Actress Nominalizare—Chicago Film Critics Association Award for Best Actress Nominalizare—Dallas–Fort Worth Film Critics Association Award for Best Actress Nominalizare—Golden Globe Award for Best Actress – Motion Picture Drama Nominalizare—Gransito Movie Award for Best Actress in a Leading Role Nominalizare—International Cinephile Society Award for Ensemble Nominalizare—Internet Entertainment Writers Association Awards for Favorite Actress in a Leading Role Nominalizare—Irish Film and Television Award for Best International Actress People's Choice Nominalizare—London Film Critics Circle Award for Actress of the Year Nominalizare—Los Angeles Film Critics Association Award for Best Actress Nominalizare—NAACP Image Award for Outstanding Actress in a Motion Picture Nominalizare—Online Film Critics Society Award for Best Actress Nominalizare—Satellite Award for Best Actress – Motion Picture Nominalizare—Screen Actors Guild Award for Outstanding Performance by a Female Actor in a Leading Role Nominalizare—Toronto Film Critics Association Award for Best Actress |
| 2007 | Manolete (A Matador's Mistress)                           | Antonita Sino          | |
| 2007 | The Good Night                                            | Anna                   | |
| 2008 | Elegy                                                     | Consuela Castillo      | Los Angeles Film Critics Association Award for Best Supporting Actress (shared with Vicky Cristina Barcelona) Santa Barbara International Film Festival Award for Outstanding Performance (shared with Vicky Cristina Barcelona) Nominalizare—Satellite Award for Best Supporting Actress – Motion Picture |
| 2008 | Vicky Cristina Barcelona                                  | Maria Elena            | Academy Award for Best Supporting Actress ALMA Award for Best Actress BAFTA Award for Best Actress in a Supporting Role Boston Society of Film Critics Award for Best Supporting Actress Gaudí Award for Best Performance by an Actress in a Supporting Role Gotham Award for Best Ensemble Cast Goya Award for Best Supporting Actress Independent Spirit Award for Best Supporting Female Iowa Film Critics Award for Best Supporting Actress Kansas City Film Critics Circle Award for Best Supporting Actress Los Angeles Film Critics Association Award for Best Supporting Actress (shared with Elegy) National Board of Review Award for Best Supporting Actress New York Film Critics Circle Award for Best Supporting Actress New York Film Critics Online Award for Best Supporting Actress Santa Barbara International Film Festival Award for Outstanding Performance (shared with Elegy) Southeastern Film Critics Association Award for Best Supporting Actress Nominalizare—Alliance of Women Film Journalists Award for Best Supporting Actress Nominalizare—Black Reel Award for Best Supporting Actress Nominalizare—Broadcast Film Critics Association Award for Best Supporting Actress Nominalizare—Chicago Film Critics Association Award for Best Supporting Actress Nominalizare—Dallas-Fort Worth Film Critics Association Award for Best Supporting Actress Nominalizare—Detroit Film Critics Society Award for Best Supporting Actress Nominalizare—Golden Globe Award for Best Supporting Actress – Motion Picture Nominalizare—Houston Film Critics Society Award for Best Supporting Actress Nominalizare—London Film Critics Circle Award for Actress of the Year Nominalizare—National Society of Film Critics Award for Best Supporting Actress Nominalizare—Online Film Critics Society Award for Best Supporting Actress Nominalizare—Screen Actors Guild Award for Outstanding Performance by a Female Actor in a Supporting Role Nominalizare—St. Louis Gateway Film Critics Association Award for Best Supporting Actress Nominalizare—Toronto Film Critics Association Award for Best Supporting Actress |
| 2009 | G-Force                                                   | Juarez                 | Voice only |
| 2009 | Broken Embraces                                           | Magdalena              | Los abrazos rotos Nominalizare—European Film Award for Best Actress Nominalizare—Goya Award for Best Actress Nominalizare—Irish Film & Television Award for Best International Actress Nominalizare—Satellite Award for Best Actress – Motion Picture Drama |
| 2009 | Nine                                                      | Carla Albanese         | Satellite Award for Best Cast – Motion Picture Nominalizare—Academy Award for Best Supporting Actress Nominalizare—Golden Globe Award for Best Supporting Actress – Motion Picture Nominalizare—Broadcast Film Critics Association Award for Best Cast Nominalizare—Houston Film Critics Society Award for Best Supporting Actress Nominalizare—Satellite Award for Best Supporting Actress – Motion Picture Nominalizare—Screen Actors Guild Award for Outstanding Performance by a Cast in a Motion Picture Nominalizare—Screen Actors Guild Award for Outstanding Performance by a Female Actor in a Supporting Role Nominalizare—Washington D.C. Area Film Critics Association Award for Best Ensemble |
| 2010 | Sex and the City 2                                        | Carmen García Carrión  | |
| 2011 | Pirates of the Caribbean: On Stranger Tides               | Angelica               | Nominalizare—ALMA Award for Favorite Movie Actress - Drama/Adventure Nominalizare—Teen Choice Award for Choice Movie Actress - Sci-Fi/Fantasy Nominalizare—People's Choice Award for Favorite Ensemble Movie Cast Nominalizare—Scream Award for Best Fantasy Actress |
| 2012 | To Rome with Love                                         | Anna                   | Nominalizare—ALMA Award for Favorite Movie Actress - Comedy/Musical |
| 2012 | Venuto al mondo                                           | Gemma                  | Nominalizare—Goya Award for Best Actress |
| 2013 | I'm So Excited!                                           | Jessica                | |
| 2013 | The Counselor                                             | Laura                  | |
| 2014 | Ma Ma                                                     | Magda                  | |
| 2015 | Grimsby                                                   |                        | Filmare |
| 2018 | American Crime Story: The Assassination Of Gianni Versace | Donatella Versace      | |
| 2018 | Todos lo saben                                            |                        | |
| 2019 | Durere și glorie                                          |                        | |